# P. Ramlee
P. Ramlee (n. 22 martie 1929, George Town⁠(d), Penang⁠(d), Malaysia – d. 29 mai 1973, Kuala Lumpur, Malaysia) a fost un actor, regizor, compozitor și cântăreț malaysian. A fost una dintre cele mai importante figuri ale cinematografiei malaeziene, având o carieră prolifică în industria filmului. A jucat în peste 60 de filme și a compus sute de melodii. A murit la vârsta de 44 de ani, la 29 mai 1973, în Kuala Lumpur, din cauza unui atac de cord.

## Filmografie
1. Abu Hassan Penchuri (1955)
2. Ahmad Albab (1968)
3. Ali Baba Bujang Lapok (1961)
4. Aloha (1950)
5. Anak Bapak (1968)
6. Anak-ku Sazali (1956)
7. Anjoran Nasib (1952)
8. Antara Dua Darjat (1960)
9. Antara Senyum Dan Tangis (1952)
10. Bakti (1950)
11. Bujang Lapok (1957)
12. Bukan Salah Ibu Mengandung' (1969)
13. Chinta (1948)
14. Dajal Suchi (1965)
15. Di Belakang Tabir (1969)
16. Do Re Mi (1966)
17. Doktor Rushdi (1970)
18. Enam Jahanam (1969)
19. Gelora (1970)
20. Gerimis (1968)
21. Hang Tuah (1956)
22. Hujan Panas (1953)
23. Ibu / Mother (1953)
24. Ibu Mertua Ku (1962)
25. Jangan Tinggal Daku (1971)
26. Juwita (1951)
27. Kanchan Tirana (1969)
28. Keluarga 69 (1967)
29. Labu Dan Labi (1962)
30. Laksamana Do Re Mi (1972)
31. Love Parade (1963)
32. Madu Tiga (1964)
33. Masam Masam Manis (1965)
34. Melanchong Ke Tokyo (1964)
35. Merana (1954)
36. Miskin (1952)
37. Musang Berjanggut (1959)
38. Nasib (1949)
39. Nasib Do Re Mi (1966)
40. Nasib Si Labu Labi (1963)
41. Nilam (1949)
42. Noor Asmara (1949)
43. Nujum Pak Belalang (1959)
44. Pancha Delima (1957)
45. Panggilan Pulau (1954)
46. Patah Hati (1952)
47. Penarek Becha (1955)
48. Pendekar Bujang Lapok (1959)
49. Penghidupan (1951)
50. Perjodohan (1954)
51. Putus Harapan (1953)
52. Putus Sudah Kaseh Sayang (1971)
53. Rachun Dunia (1950)
54. Ragam P Ramlee & Damaq (1964)
55. Sabarudin Tukang Kasut (1966)
56. Se Merah Padi (1956)
57. Sedarah (1952)
58. Sejoli (1951)
59. Seniman Bujang Lapok (1961)
60. Sergeant Hassan (1958)
61. Sesudah Suboh (1967)
62. Siapa Salah (1953)
63. Sitora Harimau Jadian (1964)
64. Sumpah Orang Minyak (1958)
65. Takdir Illahi (1950)
66. Tiga Abdul (1964)